# 寺門真希
寺門 真希（てらかど まき、10月1日 - ）は、日本の女性声優。2012年1月までオフィス薫（ジュニア）に所属していた。千葉県出身。

## 人物
音域はソプラノ - メゾソプラノ。
特技・資格は正看護師免許、普通自動車免許、秘書士資格。趣味はクラシック音楽鑑賞、映画・舞台鑑賞、アロマテラピー。

## 出演作品

### テレビアニメ
- がくえんゆーとぴあ まなびストレート!（2007年、先生D）
- モノクローム・ファクター（2008年、看護士）
- のらみみ2（2008年、みっちゃん、お母さん）
- WHITE ALBUM（2009年、テープ音声 #12）
- HEROMAN（2010年、住民、主婦、子供A）
- 屍鬼（2010年、村迫智寿子）
- 名探偵コナン（2011年、女性）
- しまじろう ヘソカ（2011年）

### ドラマCD
- ZONBIE-LOAN 2004年8月版（由美）

### 吹き替え

#### 映画
- 悪魔を見た（チャン・セヨン〈キム・ユンソ〉）
- アメリカン・グラフィティ（ウェンディー〈デビー・セリズ〉、女の子 他）※BD版
- 彼氏と彼女の不都合なセックスのこと!（ノーミ〈ジェナ・ジェイムソン〉）
- キャットウーマン ※日曜洋画劇場版
- 氷の微笑2
- ゴッドファーザー（アンソニー）
- THE KING OF FIGHTERS（神楽ちづる〈フランソワーズ・イップ〉）
- 史上最強スパイMr.タチマワリ!〜爆笑世界珍道中〜（クム・ヨンジャ〈コン・ヒョジン〉）
- 16ブロック
- 女王陛下の007
- 新上海グラウンド
- そんな彼なら別れさせます（サリー）
- 007/消されたライセンス
- 007 ダイヤモンドは永遠に（プレンティー）
- トッツィー
- ドラゴン・スクワッド（ロンの娘）
- トワイライト・オブ・ブラッド（ジェッシー〈シンシア・バーク〉）
- ピンクパンサー2（アントワーヌ）
- フラッシュバック（ペギー）
- ブレイキング・コップス（ガブリエル）
- ベイカンシー
- マッド・ファット・ワイフ
- ラブ・インポッシブル
- 私の婚活恋愛術（パンドラ）

#### ドラマ
- アガサ・クリスティー ミス・マープル2 動く指（コリン）
- ありがとうございます（看護師 他）
- アントラージュ★オレたちのハリウッド
- ER XV 緊急救命室（ジャスミン・エスカランテ〈アリエラ・ベアラー〉 #1）
- エイリアス4、5
- エンジェル（エドウィーナ）
- 救命医ハンク セレブ診療ファイル（アリー）
- クリミナル・マインド FBI行動分析課 シーズン4（看護師 #1）
- クリミナル・マインド 特命捜査班レッドセル
- ゴースト 天国からのささやき（オードリー、シェルビー、アンナ）
- コールドケース7 ザ・ファイナル（タム・スン #8）
- 三国志 Three Kingdoms
- しあわせの処方箋
- CSI:ニューヨーク5（サマンサ #1、#7）
- CSI:マイアミ（リタ、ウェンディ）
- ダークエイジ・ロマン 大聖堂
- デクスター（コーディ）
- デスパレートな妻たち2、3、6
- トンイ
- ナース・ジャッキー
- BAD LOVE（ボラム #19、#20）
- HEROES（レンタカー店員）
- ファンタスティック・カップル（2007年、クンソク〈三男〉[3]）
- フラッシュポイント -特殊機動隊SRU-（ペトラ #11）
- マイスウィートソウル（ナム・ユヒ〈ムン・ジョンヒ〉）
- MAD MEN（アリソン）
- 名探偵モンク3
- ヤング・スーパーマン
- リゾーリ&アイルズ ヒロインたちの捜査線
- ロマンス（コンミョン）

### ボイスオーバー
- バイオグラフィー

### ラジオドラマ
- J-WAVE 81.3FM Sprit of Asia ASIAN COLOR『サンゴ礁に消えっちまえ』（ミキ）

### CD
- 小原乃梨子朗読CD
  - 『教科書は名作の宝』
  - 『伝えたいこころの童話シリーズ① 宮沢賢治 よだかの星』

### 映画
- アイデンティティ（エキストラ）

### テレビドラマ
- 14ヶ月（ナレーション）

### 舞台
- 野生の女（2006年、マリー）
- スミセイおはなし広場 オン･ステージ（2007年）

### その他コンテンツ
- 神保町 ブックハウスおはなしクマさん
  - 「くまくん」
  - 「たまごにいちゃん」
  - 「ぴよちゃんとひまわり」